# System of a Down (album)
System of a Down is het debuutalbum van de Armeens/Amerikaanse metalband System of a Down. Rick Rubin heeft het album geproduceerd. In 2000 behaalde het album een gouden status, maar na het succes van Toxicity in 2001 werd het album platina.
Dit album klinkt anders dan de latere albums van System Of A Down. De muziek op dit album heeft meer heavy-metalinvloeden.

## Cover
De hand op de hoes van het album komt van een kunstwerk op een poster die is ontworpen door John Heartfield, voor de Kommunistische Partei Deutschlands tijdens het Derde Rijk. De originele tekst op de poster is "5 fingers has a hand! With these 5 grab the enemy!". Deze tekst was inspiratie voor de tekst van de achterkant van de hoes van het album: "The hand has five fingers, capable and powerful, with the ability to destroy as well as create". Later staat er in vetgedrrukte letters: "Open your eyes, open your mouths, close your hands and make a fist".

## Tracklist
Alle teksten zijn geschreven door Serj Tankian en alle muziek door Daron Malakian, aan sommige nummers heeft ook bassist Shavo Odadjian muziek meegeschreven, bijzonderheden staan vermeld.
1. "Suite-Pee" – 2:32
2. "Know" (Muziek: Odadjian, Malakian & Tankian) – 2:56
3. "Sugar" (Muziek: Odadjian & Malakian) – 2:33
4. "Suggestions" – 2:44
5. "Spiders" – 3:35
6. "Ddevil" (Muziek: Odadjian & Malakian) – 1:43
7. "Soil" – 3:25
8. "War?" – 2:40
9. "Mind" (Muziek: Odadjian, Malakian & Tankian) – 6:16
10. "Peephole" – 4:04
11. "CUBErt" (Tekst: Tankian & Malakian) – 1:49
12. "Darts" – 2:42
13. "P.L.U.C.K." – 3:37

## Credits
- Daron Malakian - gitaar, zang,
- Serj Tankian - keyboards, zang,
- Shavo Odadjian - bas,
- John Dolmayan - drums,
- Rick Rubin - Producer, (speelde ook Piano)
- D. Sardy - Mixing,
- John Heartfield - ontwerper van de hoes.